# Est! Est!! Est!!! di Montefiascone spumante
L'Est! Est!! Est!!! di Montefiascone spumante è un vino DOC la cui produzione è consentita nella provincia di Viterbo.

## Caratteristiche organolettiche
- colore: paglierino più o meno intenso, limpidezza brillante.
- odore: fine, caratteristico, leggermente aromatico.
- sapore: secco, abboccato o amabile, sapido, armonico, persistente.

## Produzione
Provincia, stagione, volume in ettolitri
- nessun dato disponibile